# Arantxa Argüelles
Arantxa Argüelles es una bailarina española nacida en Zaragoza en 1970.

## Biografía
Arantxa comenzó sus estudios de danza a los cuatro años en la Escuela de María de Ávila. Sus excepcionales dotes como bailarina: su facilidad para los giros, su dominio de la técnica y su seguridad en un escenario, la llevaron a ser solista del Ballet Clásico de Zaragoza a los once años. Tres años más tarde ingresó en el Ballet Nacional Clásico como solista. A una edad también muy temprana llegaron los galardones y el reconocimiento internacional: Primer Premio en el Concurso para Jóvenes Bailarines de Eurovisión (1985) y Medalla de Oro en el Concurso de Danza Villa de París (1986), junto al bailarín Antonio Castilla. 
Peter Schaufuss la contrató como primera bailarina de la Ópera de Berlín en 1991, compañía con la que recreó a los grandes clásicos Giselle, El lago de los cisnes, La bella durmiente; hasta que Schaufuss tomó las riendas del Ballet Real Danés en 1994 y de nuevo la convirtió en su inspiración y en su estrella. Juntos acometieron el gran clásico de la escuela danesa La sílfide de Bournonville. 
Tras una brillante temporada, Argüelles decidió dejar Copenhague y regresar a Zaragoza, y en julio de 1995, cuando tenía 24 años, anunció su retirada como bailarina. Llevaba trece años sobre un escenario, soportando el peso de los papeles protagonistas y del éxito. En mayo de 1996 el Ballet de Stanislavsky la recuperó como artista invitada para la coreografía La sílfide, que ella conocía tan bien. En marzo de 1997 comenzó una nueva etapa en su carrera como directora artística del Ballet de Zaragoza, cargo del que dimite el 24 de enero de 1999. En el transcurso de su trayectoria ha sido distinguida con el Premio Batallador de Zaragoza (1987), la Cruz de San Jorge (1991) y el título de Hija Predilecta de Zaragoza (1991), entre otros galardones.